# La Chevallerais
La Chevallerais è un comune francese di 1 365 abitanti situato nel dipartimento della Loira Atlantica nella regione dei Paesi della Loira.

## Società

### Evoluzione demografica
Abitanti censiti